# Hommage till Povel
Hommage Till Povel är ett musikalbum från 1981 av Cornelis Vreeswijk där han tolkar Povel Ramels sånger. Utgiven av S.I.R. - Skarby International Records och av EMI 1991.

## Låtlista
1. Hommage till Povel.
2. Johanssons boogie woogie vals
3. Måste vägen till Curaco gynga så
4. Alla har vi varit små.
5. Gräsänklingsblues
6. Sorglösa brunn.
7. Underbart är kort.
8. Varför är där ingen is till punschen.
9. Den sista jäntan.
10. The Purjolök Song.
11. De sista entusiasterna.
12. Håll musiken igång.